# محوطه شیر چاک علیا
محوطه شیر چاک علیا مربوط به دوران‌های تاریخی پس از اسلام است و در شهرستان املش، بخش رانکوه، روستای شیر چاک واقع شده و این اثر در تاریخ ۱ مهر ۱۳۸۲ با شمارهٔ ثبت ۱۰۴۴۵ به‌عنوان یکی از آثار ملی ایران به ثبت رسیده است.